# Evropský pohár v ledolezení 2021/2022
5. Evropský pohár v ledolezení 2021/2022 (anglicky UIAA Ice Climbing European Cup 2021/2022) probíhal od listopadu 2021 do února 2022. Celkem v šesti městech a zemích se závodilo pouze v jedné disciplíně (obtížnost) pod patronací Mezinárodní horolezecké federace (UIAA).

## Přehledy závodů
Počítání bodů bylo stejné jako na závodech světového poháru, navíc i závodníci za 30. místem dostávali sestupně setiny bodů. Do výsledků se počítalo pět nejlepších výsledků ze šesti závodů.

### Česká stopa
Závodů se zúčastnilo 11 mužů a 4 ženy (v Brně a Žilině), z toho nejlépe skončila Aneta Loužecká, která skončila v celkovém hodnocení čtvrtá.

### Kalendář
| Kalendář závodů EP 2022/2023 v ledolezení | Kalendář závodů EP 2022/2023 v ledolezení | Kalendář závodů EP 2022/2023 v ledolezení | Kalendář závodů EP 2022/2023 v ledolezení | Kalendář závodů EP 2022/2023 v ledolezení | Kalendář závodů EP 2022/2023 v ledolezení | Kalendář závodů EP 2022/2023 v ledolezení | Kalendář závodů EP 2022/2023 v ledolezení |
| Datum                                     | Místo                                     | Země                                      | Web                                       | Počet závodníků                           | Počet závodníků                           | Počet zemí                                | Počet zemí                                |
| Datum                                     | Místo                                     | Země                                      | Web                                       | muži                                      | ženy                                      | muži                                      | ženy                                      |
| ----------------------------------------- | ----------------------------------------- | ----------------------------------------- | ----------------------------------------- | ----------------------------------------- | ----------------------------------------- | ----------------------------------------- | ----------------------------------------- |
| 13. listopadu                             | Bern                                      | Švýcarsko                                 |                                           | 29                                        | 17                                        |                                           | 10                                        |
| 27. listopadu                             | Žilina                                    | Slovensko                                 |                                           | 34                                        | 12                                        |                                           | 8                                         |
| 4. prosince                               | Brno                                      | Česko                                     |                                           | 38                                        | 19                                        |                                           | 9                                         |
| 11. prosince                              | Utrecht                                   | Nizozemsko                                |                                           | 21                                        | 7                                         |                                           | 6                                         |
| 22. ledna                                 | Malbun                                    | Lichtenštejnsko                           |                                           | 30                                        | 15                                        |                                           | 9                                         |
| 18.–20. února                             | Oulu                                      | Finsko                                    |                                           | 56                                        | 24                                        |                                           | 9                                         |
| Celkem                                    | 6                                         | 6                                         | iceclimbing.sport                         | 96                                        | 50                                        |                                           |                                           |

### Výsledky mužů - obtížnost
| Výsledky EP v ledolezení na obtížnost 2021/2022 - muži | Výsledky EP v ledolezení na obtížnost 2021/2022 - muži | Výsledky EP v ledolezení na obtížnost 2021/2022 - muži | Výsledky EP v ledolezení na obtížnost 2021/2022 - muži | Výsledky EP v ledolezení na obtížnost 2021/2022 - muži | Výsledky EP v ledolezení na obtížnost 2021/2022 - muži | Výsledky EP v ledolezení na obtížnost 2021/2022 - muži | Výsledky EP v ledolezení na obtížnost 2021/2022 - muži | Výsledky EP v ledolezení na obtížnost 2021/2022 - muži | Výsledky EP v ledolezení na obtížnost 2021/2022 - muži |
| Pořadí                                                 | Jméno                                                  | Země                                                   | Body                                                   | Bern                                                   | Žilina                                                 | Brno                                                   | Utrecht                                                | Malbun                                                 | Oulu                                                   |
| ------------------------------------------------------ | ------------------------------------------------------ | ------------------------------------------------------ | ------------------------------------------------------ | ------------------------------------------------------ | ------------------------------------------------------ | ------------------------------------------------------ | ------------------------------------------------------ | ------------------------------------------------------ | ------------------------------------------------------ |
| 1.                                                     | Virgile Devin                                          | Francie                                                | 363                                                    | 3. 65                                                  | 6. 47                                                  | 1. 100                                                 | 1. 100                                                 | (7. 43)                                                | 5. 51                                                  |
| 2.                                                     | Nikolay Primerov                                       | Švýcarsko                                              | 315                                                    | 1. 100                                                 | —                                                      | 2. 80                                                  | —                                                      | 2. 80                                                  | 4. 55                                                  |
| 3.                                                     | Dennis van Hoek                                        | Nizozemsko                                             | 278                                                    | 9. 37                                                  | 3. 65                                                  | 3. 65                                                  | 2. 80                                                  | 11. 31                                                 | (15. 22)                                               |
|                                                        |                                                        |                                                        |                                                        |                                                        |                                                        |                                                        |                                                        |                                                        |                                                        |
| 4.                                                     | William Morris                                         | Spojené království                                     | 253,5                                                  | 8. 40                                                  | 2. 80                                                  | 7. 43                                                  | 4. 55                                                  | 9.-10. 35,5                                            | (31. 0,95)                                             |
| 5.                                                     | David Bouffard                                         | Rumunsko                                               | 221                                                    | 6. 47                                                  | 1. 100                                                 | 11. 31                                                 | 10. 34                                                 | 22. 9                                                  | (27. 4)                                                |
| 6.                                                     | Henri Toivola                                          | Finsko                                                 | 187                                                    | 15. 22                                                 | 7. 43                                                  | 4. 55                                                  | 5. 51                                                  | 18. 16                                                 | (19. 14)                                               |
| 7.                                                     | Jan Mondzelewski                                       | Polsko                                                 | 181                                                    | 13. 26                                                 | 5. 55                                                  | 9. 37                                                  | 9. 37                                                  | 13. 26                                                 | (30. 1)                                                |
| 8.-9.                                                  | Jonathan Arthur Brown                                  | Švýcarsko                                              | 154                                                    | 2. 80                                                  | —                                                      | —                                                      | —                                                      | 3. 65                                                  | 22. 9                                                  |
| 8.-9.                                                  | Basile Fetet                                           | Francie                                                | 154                                                    | 19. 14                                                 | 12. 28                                                 | 5. 51                                                  | 6. 47                                                  | 19. 14                                                 | (29. 2)                                                |
| 10.-11.                                                | Florian Gantner                                        | Lichtenštejnsko                                        | 106                                                    | 5. 51                                                  | —                                                      | —                                                      | —                                                      | 4. 55                                                  | —                                                      |
| 10.-11.                                                | Pierre Betrisey                                        | Švýcarsko                                              | 106                                                    | 4. 55                                                  | —                                                      | —                                                      | —                                                      | 5. 51                                                  | —                                                      |
|                                                        |                                                        |                                                        |                                                        |                                                        |                                                        |                                                        |                                                        |                                                        |                                                        |
| 33.-35.                                                | Vít Orava                                              | Česko                                                  | 40                                                     | —                                                      | 13. 26                                                 | 19. 14                                                 | —                                                      | —                                                      | —                                                      |
| 39.                                                    | David Kouřil                                           | Česko                                                  | 34                                                     | —                                                      | —                                                      | 10. 34                                                 | —                                                      | —                                                      | —                                                      |
| 43.-45.                                                | Radek Lienerth                                         | Česko                                                  | 31                                                     | —                                                      | 11. 31                                                 | —                                                      | —                                                      | —                                                      | —                                                      |
| 59.-61.                                                | Jakub Šibor                                            | Česko                                                  | 18                                                     | —                                                      | 21. 10                                                 | 23. 8                                                  | —                                                      | —                                                      | —                                                      |
| 72.-74.                                                | Jakub Macek                                            | Česko                                                  | 7                                                      | —                                                      | —                                                      | 24. 7                                                  | —                                                      | —                                                      | —                                                      |
| 79.                                                    | Jindřich Nebojsa                                       | Česko                                                  | 3                                                      | —                                                      | —                                                      | 28. 3                                                  | —                                                      | —                                                      | —                                                      |
| 82.                                                    | Matyáš Lienerth                                        | Česko                                                  | 1,7                                                    | —                                                      | 34. 0,8                                                | 32. 0,9                                                | —                                                      | —                                                      | —                                                      |
| 86.                                                    | Vojtěch Plihal                                         | Česko                                                  | 0,95                                                   | —                                                      | —                                                      | 31. 0,95                                               | —                                                      | —                                                      | —                                                      |
| 87.-88.                                                | Andrej Macejka                                         | Česko                                                  | 0,9                                                    | —                                                      | 32. 0,9                                                | —                                                      | —                                                      | —                                                      | —                                                      |
| 91.-92.                                                | Miroslav Machala                                       | Česko                                                  | 0,75                                                   | —                                                      | —                                                      | 35. 0,75                                               | —                                                      | —                                                      | —                                                      |
| 93.-94.                                                | Jaromír Cejka                                          | Česko                                                  | 0,7                                                    | —                                                      | —                                                      | 36. 0,7                                                | —                                                      | —                                                      | —                                                      |
| počet finalistů                                        | počet finalistů                                        | počet finalistů                                        | počet finalistů                                        | 8                                                      | 8                                                      | 8                                                      | 9                                                      | 8                                                      | 8                                                      |
| počet semifinalistů                                    | počet semifinalistů                                    | počet semifinalistů                                    | počet semifinalistů                                    | —                                                      | —                                                      | —                                                      | —                                                      | —                                                      | —                                                      |
| bodovaných závodníků                                   | bodovaných závodníků                                   | bodovaných závodníků                                   | 96                                                     | 29                                                     | 34                                                     | 38                                                     | 21                                                     | 30                                                     | 54                                                     |
| celkový počet závodníků                                | celkový počet závodníků                                | celkový počet závodníků                                | x                                                      | 29                                                     | 34                                                     | 38                                                     | 21                                                     | 30                                                     | 56                                                     |

### Výsledky žen - obtížnost
| Výsledky EP v ledolezení na obtížnost 2021/2022 - ženy | Výsledky EP v ledolezení na obtížnost 2021/2022 - ženy | Výsledky EP v ledolezení na obtížnost 2021/2022 - ženy | Výsledky EP v ledolezení na obtížnost 2021/2022 - ženy | Výsledky EP v ledolezení na obtížnost 2021/2022 - ženy | Výsledky EP v ledolezení na obtížnost 2021/2022 - ženy | Výsledky EP v ledolezení na obtížnost 2021/2022 - ženy | Výsledky EP v ledolezení na obtížnost 2021/2022 - ženy | Výsledky EP v ledolezení na obtížnost 2021/2022 - ženy | Výsledky EP v ledolezení na obtížnost 2021/2022 - ženy |
| Pořadí                                                 | Jméno                                                  | Země                                                   | Body                                                   | Bern                                                   | Žilina                                                 | Brno                                                   | Utrecht                                                | Malbun                                                 | Oulu                                                   |
| ------------------------------------------------------ | ------------------------------------------------------ | ------------------------------------------------------ | ------------------------------------------------------ | ------------------------------------------------------ | ------------------------------------------------------ | ------------------------------------------------------ | ------------------------------------------------------ | ------------------------------------------------------ | ------------------------------------------------------ |
| 1.                                                     | Enni Bertling                                          | Finsko                                                 | 366                                                    | (7. 43)                                                | 2. 80                                                  | 1. 100                                                 | 2. 80                                                  | 4. 55                                                  | 5. 51                                                  |
| 2.                                                     | Marianne van der Steen                                 | Nizozemsko                                             | 336                                                    | (11. 31)                                               | 3. 65                                                  | 2. 80                                                  | 1. 100                                                 | 5. 51                                                  | 8. 40                                                  |
| 3.                                                     | Olga Kosek                                             | Polsko                                                 | 263                                                    | —                                                      | 1. 100                                                 | 3. 65                                                  | —                                                      | 7. 43                                                  | 4. 55                                                  |
|                                                        |                                                        |                                                        |                                                        |                                                        |                                                        |                                                        |                                                        |                                                        |                                                        |
| 4.                                                     | Aneta Loužecká                                         | Česko                                                  | 248                                                    | 5. 51                                                  | 5. 51                                                  | 4. 55                                                  | 3. 65                                                  | —                                                      | 13. 26                                                 |
| 5.                                                     | Juliette Bergman                                       | Francie                                                | 221                                                    | 6. 47                                                  | 6. 47                                                  | 7. 43                                                  | 4.-5. 53                                               | 11. 31                                                 | (11. 31)                                               |
| 6.                                                     | Sina Goetz                                             | Švýcarsko                                              | 200                                                    | 1. 100                                                 | —                                                      | —                                                      | —                                                      | 1. 100                                                 | —                                                      |
| 7.                                                     | Caitlin Connor                                         | Spojené království                                     | 193                                                    | (16. 20)                                               | 7. 43                                                  | 6. 47                                                  | 4.-5. 53                                               | 12. 28                                                 | 15. 22                                                 |
| 8.                                                     | Mária Šoltésová                                        | Slovensko                                              | 169                                                    | —                                                      | 4. 55                                                  | 8. 40                                                  | —                                                      | 9. 37                                                  | 9. 37                                                  |
| 9.                                                     | Beatriz del Castillo de la Fuente                      | Španělsko                                              | 146                                                    | 15. 22                                                 | 8. 40                                                  | 9. 37                                                  | 6. 47                                                  | —                                                      | —                                                      |
| 10.                                                    | Vivien Labarile                                        | Švýcarsko                                              | 145                                                    | 2. 80                                                  | —                                                      | —                                                      | —                                                      | 3. 65                                                  | —                                                      |
|                                                        |                                                        |                                                        |                                                        |                                                        |                                                        |                                                        |                                                        |                                                        |                                                        |
| 35.-36.                                                | Tereza Sukačová                                        | Česko                                                  | 26                                                     | —                                                      | —                                                      | 13. 26                                                 | —                                                      | —                                                      | —                                                      |
| 37.-38.                                                | Dita Tichá                                             | Česko                                                  | 24                                                     | —                                                      | —                                                      | 14. 24                                                 | —                                                      | —                                                      | —                                                      |
| 41.-42.                                                | Hana Masopustová                                       | Česko                                                  | 20                                                     | —                                                      | —                                                      | 16. 20                                                 | —                                                      | —                                                      | —                                                      |
| počet finalistek                                       | počet finalistek                                       | počet finalistek                                       | počet finalistek                                       | 8                                                      | 8                                                      | 8                                                      | 7                                                      | 8                                                      | 8                                                      |
| počet semifinalistek                                   | počet semifinalistek                                   | počet semifinalistek                                   | počet semifinalistek                                   |                                                        | —                                                      | —                                                      | —                                                      | —                                                      | —                                                      |
| bodovaných závodnic                                    | bodovaných závodnic                                    | bodovaných závodnic                                    | 50                                                     | 17                                                     | 12                                                     | 19                                                     | 7                                                      | 15                                                     | 24                                                     |
| celkový počet závodnic                                 | celkový počet závodnic                                 | celkový počet závodnic                                 | x                                                      | 17                                                     | 12                                                     | 19                                                     | 7                                                      | 15                                                     | 24                                                     |

### Medaile celkově
| pořadí | stát       | Zlatá medaile | Stříbrná medaile | Bronzová medaile | celkem |
| ------ | ---------- | ------------- | ---------------- | ---------------- | ------ |
| 1.     | Francie    | 1             | 0                | O                | 1      |
| 1.     | Finsko     | 1             | 0                | 0                | 1      |
| 3.     | Nizozemsko | 0             | 1                | 1                | 2      |
| 4.     | Švýcarsko  | 0             | 1                | 0                | 1      |
| 5.     | Polsko     | 0             | 0                | 1                | 1      |

### Medaile jednotlivě
| pořadí | stát               | Zlatá medaile | Stříbrná medaile | Bronzová medaile | celkem |
| ------ | ------------------ | ------------- | ---------------- | ---------------- | ------ |
| 1.     | Švýcarsko          | 3             | 5                | 3                | 11     |
| 2.     | Rusko              | 3             | 1                | 2                | 6      |
| 3.     | Francie            | 3             | 0                | 1                | 4      |
| 4.     | Nizozemsko         | 1             | 2                | 4                | 7      |
| 5.     | Finsko             | 1             | 2                | 0                | 3      |
| 6.     | Polsko             | 1             | 0                | 1                | 2      |
| 7.     | Rumunsko           | 1             | 0                | 0                | 1      |
| 8.     | Spojené království | 0             | 1                | 0                | 1      |
| 9.-10. | Polsko             | 0             | 0                | 1                | 1      |
| 9.-10. | Česko              | 0             | 0                | 1                | 1      |
| 10     |                    | 13            | 11               | 12               | 36     |